# Anima Damnata
Anima Damnata ist eine polnische Black- und Death-Metal-Band aus Breslau, die im Jahr 1996 gegründet wurde.

## Geschichte
Die Band wurde gegen Ende 1996 von dem Schlagzeuger „Necrolucas“, auch unter dem Pseudonym „Master of Depraved Dreaming and Emperor of the Black Abyss the Great Lord Hziulquoigmzhah Cxaxukluth“ bekannt, gegründet. Im Jahr 1998 benannte sich die Gruppe in Anima Damnata um, ehe sie ein erstes Demo aufnahm, das jedoch nie veröffentlicht wurde. Danach verließen alle Mitglieder bis auf „Necrolucas“ und den Gitarristen „Bestial Crusher of Holy Prophets“ die Band wieder. In den folgenden zwei Jahren schrieb die Band an neuem Material, ehe im Jahr 2000 der Sänger „Glaca“ und der Gitarrist Marek „Necrosodomic Corpse Molestator“ Lechowski zur Besetzung kamen. Daraufhin nahm die Gruppe ein zweites Demo auf. Zudem spielte die Band Konzerte zusammen mit Hypnös, Devilyn, Damnable und Disgorge. Ein Jahr später verließ „Glaca“ die Band wieder. Lechowski übernahm daraufhin zusätzlich noch den Gesang. Als Bassist hingegen im Mai 2001 kam Jan Czerniawski aka „Nocturnal Harvester of Christian Lambs and the Great Messenger of Subliminal Satanic Messages“ zur Band. Drei Monate später folgten Auftritte zusammen mit Behemoth und Napalm Death. Anfang Oktober 2001 nahm die Gruppe das Demo namens Suicidal Allegiance upon the Sacrificial Altar of Sublime Evil and Eternal Sin auf und veröffentlichte es als Split-Veröffentlichung mit Throneum im November 2002 bei Pagan Records. Im August 2003 nahm die Band das Album Agonizing Journey Through the Burning Universe and Transcendental Ritual of Transfiguration im Hertz Recording Studio auf und veröffentlichte es im Dezember bei Pagan Records. Im August 2004 nahm die Gruppe die EP Tormenting Pale Flesh of the Syphilic Holy Whore auf. Während der Aufnahmen verließ „Nocturnal Harvester of Christian Lambs and the Great Messenger of Subliminal Satanic Messages“ die Band, dem ein paar Monate später „Bestial Crusher of Holy Prophets“ folgte. 
Im Februar 2005 kam „Necrosadistic Pavulon Injector and Ritual Devourer of Unborn Angelic Flesh“ als neuer Bassist zur Besetzung. Im September unterzeichnete die Gruppe einen Vertrag bei Morbid Moon Records, worüber die EP schließlich drei Monate später erschien. Im September 2006 nahm die Band ihr zweites Album namens Atrocious Disfigurement of the Redeemer's Corpse at the Graveyard of Humanity auf, das über Morbid Moon Records im Jahr 2007 erschien.

## Stil
Laut metal.de spiele die Band eine Mischung aus „rasendem Death Metal, wirren Soli, klirrenden Black-Metal-Riffs und purem Chaos“. Auf Atrocious Disfigurement of the Redeemer's Corpse at the Graveyard sei das Schlagzeug extrem schnell und trotzdem noch sehr präzise und auch die anderen Instrumente würden auf hohem Niveau gespielt werden. Das Grundgerüst für die Musik sei amerikanischer Death Metal, während sich die Black-Metal-Einflüsse „versteckt, in Form frostiger, kurzer Riffs zu erkennen geben“. Der gutturale Gesang werde „zu großen Teilen in Form von Grunzen dargeboten und lediglich in einigen Stücken auch mal von Kreischen begleitet“.

## Diskografie
- 2001: Reh 2001 (Demo, Eigenveröffentlichung)
- 2001: Suicidal Allegiance upon the Sacrificial Altar of Sublime Evil and Eternal Sin (Demo, Eigenveröffentlichung)
- 2002: Gods of Abhorrence (Split mit Throneum, Pagan Records)
- 2003: Agonizing Journey Through the Burning Universe and Transcendental Ritual of Transfiguration (Album, Pagan Records)
- 2005: Tormenting Pale Flesh of the Syphilic Holy Whore (EP, Morbid Moon Records)
- 2007: Atrocious Disfigurement of the Redeemer's Corpse at the Graveyard of Humanity (Album, Morbid Moon Records)
- 2017: Nefarious Seed Grows To Bring Forth Supremacy Of The Beast